# Jeney Ernő
Jenői Jeney Ernő (Érendréd, 1876. – Budapest, 1918. május 24.) magyar építész, Nagykőrös városi főmérnöke, később a Magyar Államvasutak főmérnöke, a szecesszió egyik jelentős képviselője.

## Élete
Jeney Dezső városi tisztviselő és Szerdahelyi Mária fiaként született református vallású családban. Budapesten szerzett 1899-ben mérnöki oklevelet, majd Czigler Győző tanársegéde volt. 1902-től − sikeres pályázat útján – Nagykőrös városi mérnöki tisztjét töltötte be. Több épületet tervezett Nagykőrösön, majd Budapestre költözött. Itt érte a halál alig 42 esztendős korában.
Fivére, Jeney Jenő Béla neves grafikusművész volt. Felesége Nemcsik Terézia Gizella. Gyermekei Jeney Gusztáv (1906) és Jeney Miklós (1908).

## Ismert épületei
- 1904–1906: Polgári leányiskola (ma: Nagykőrösi Kolping Katolikus Általános Iskola), Nagykőrös, Mentovich utca 2.[4]
- 1904–1905: Postapalota, Nagykőrös, Szabadság tér 1.[5]
- 1911: lakóház, Nagykőrös, Patay utca 12.[6]
- 1912: MÁV tisztviselői lakóházak, Budapest, Szent László út 135-143. / Tatai utca 120-130.[7][8][9]
- 1914–1917: MÁV igazgatósági épület, Pécs, Szabadság utca 39.[10][11]

### Tervben maradt épületek
- 1911: városháza, Nagykőrös[12]
- 1913: szálloda, Nagykőrös (F. Szabó Ernővel közösen)[13]

## Képtár

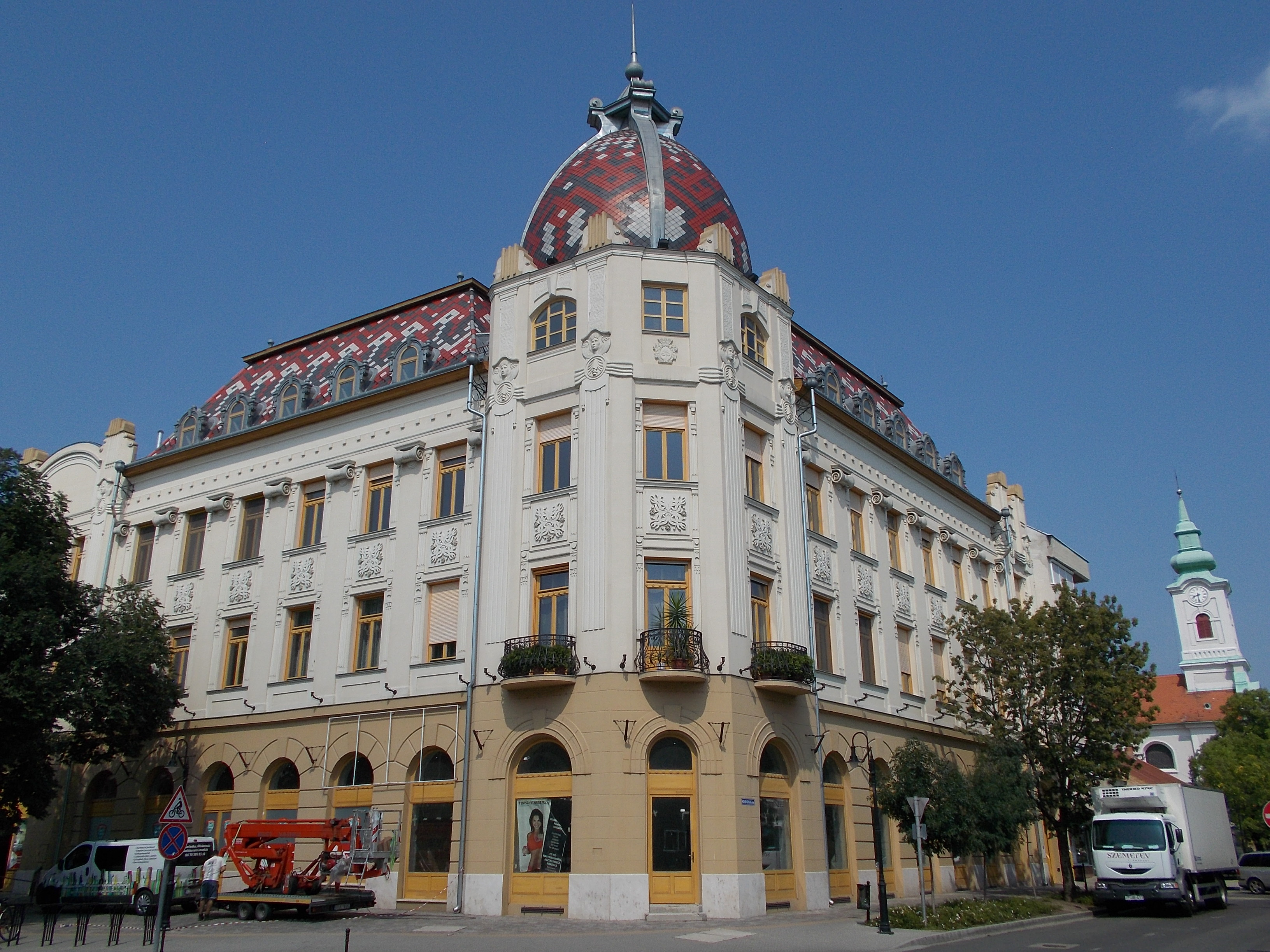
Postapalota, Nagykőrös
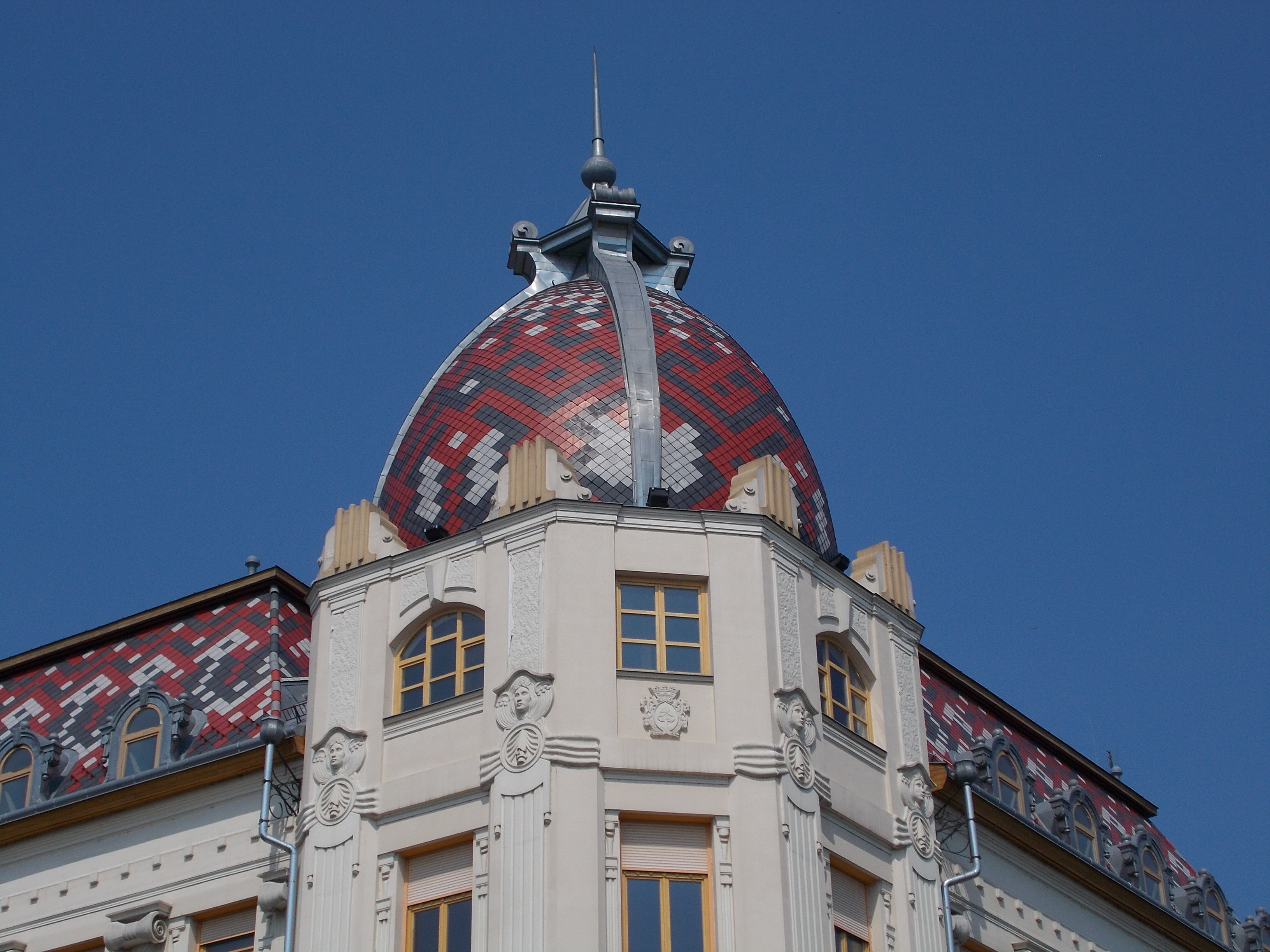
Postapalota, Nagykőrös (részlet)
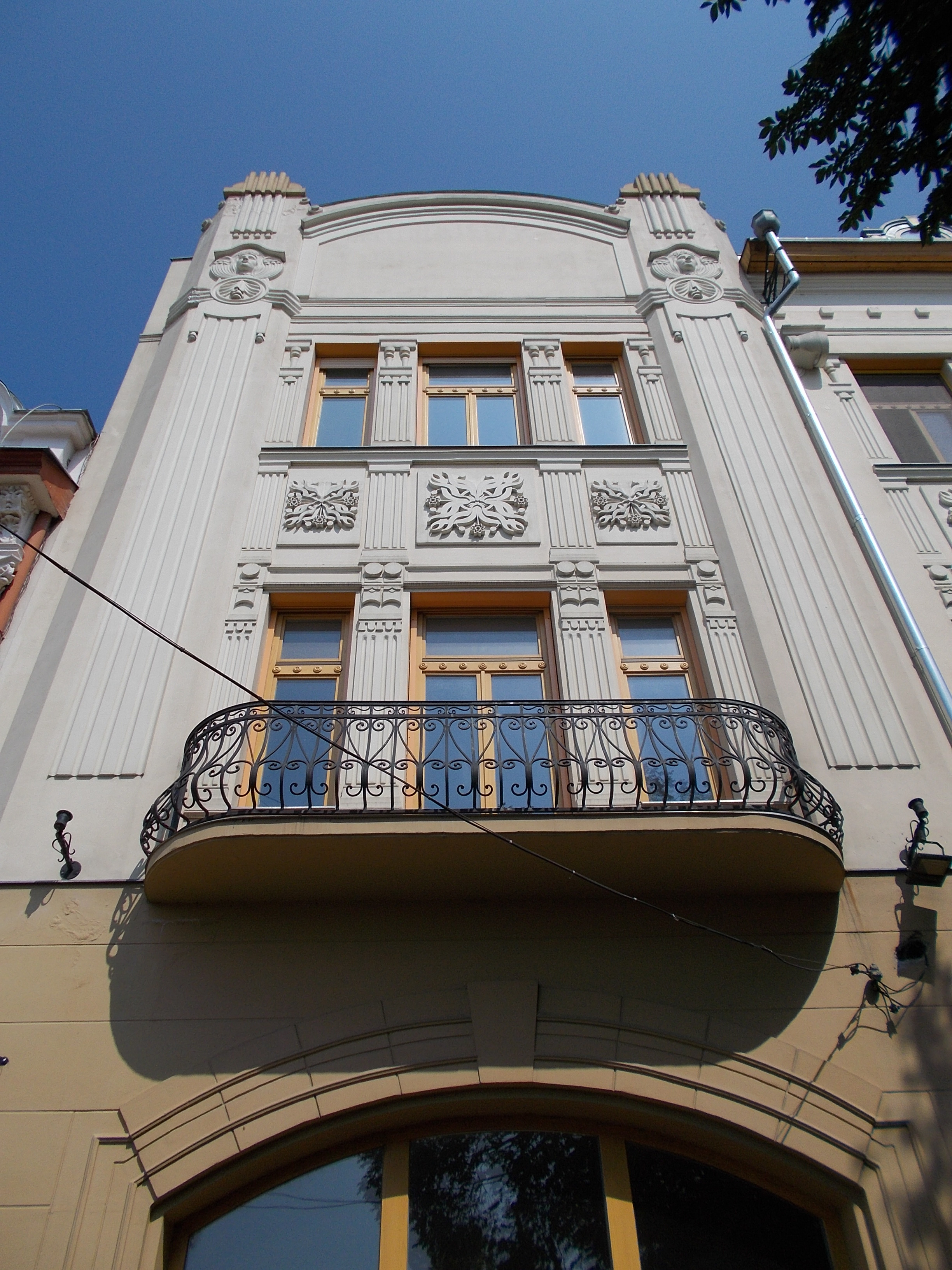
Postapalota, Nagykőrös (részlet)
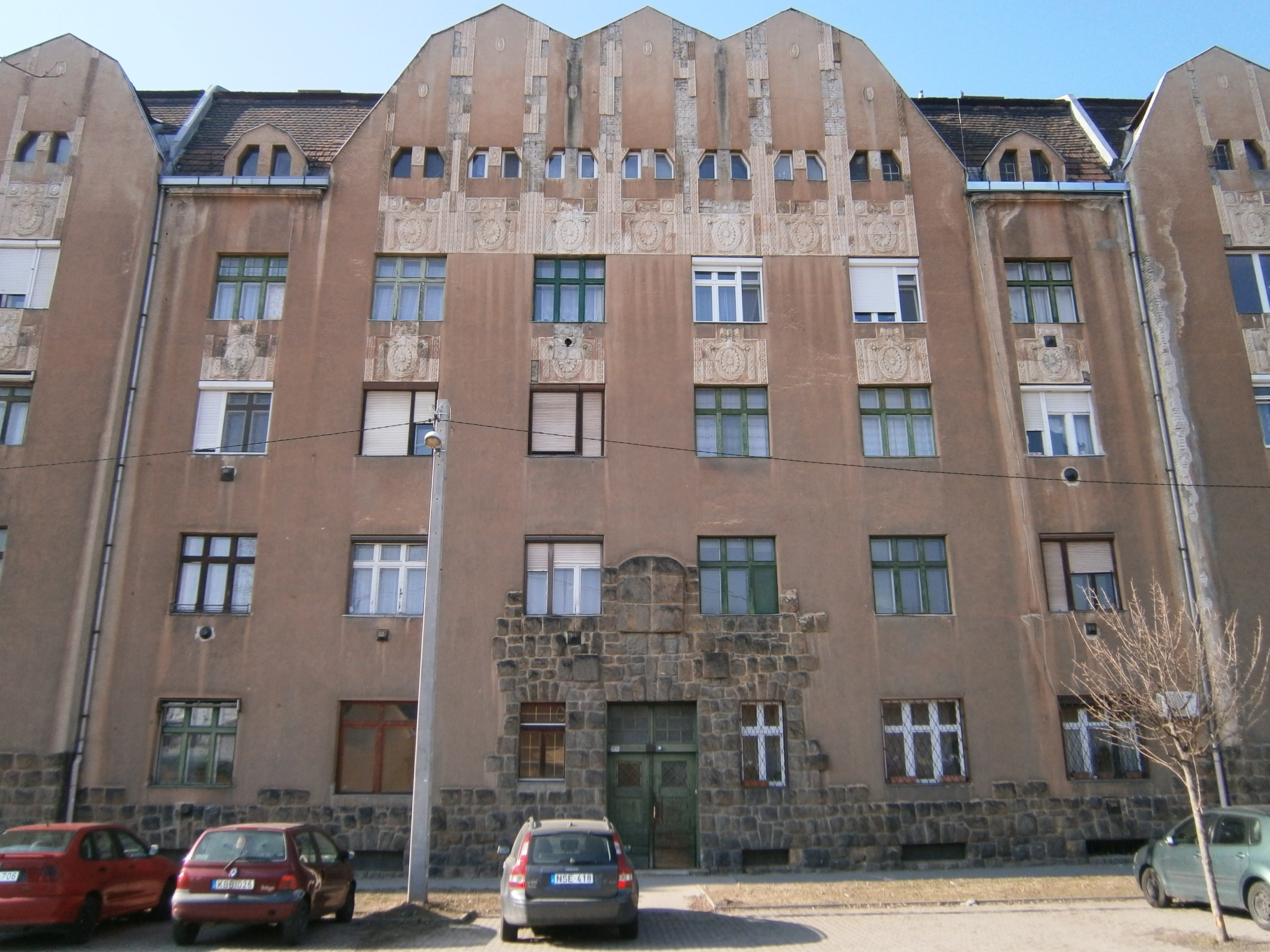
MÁV tisztviselői lakóházak, Budapest
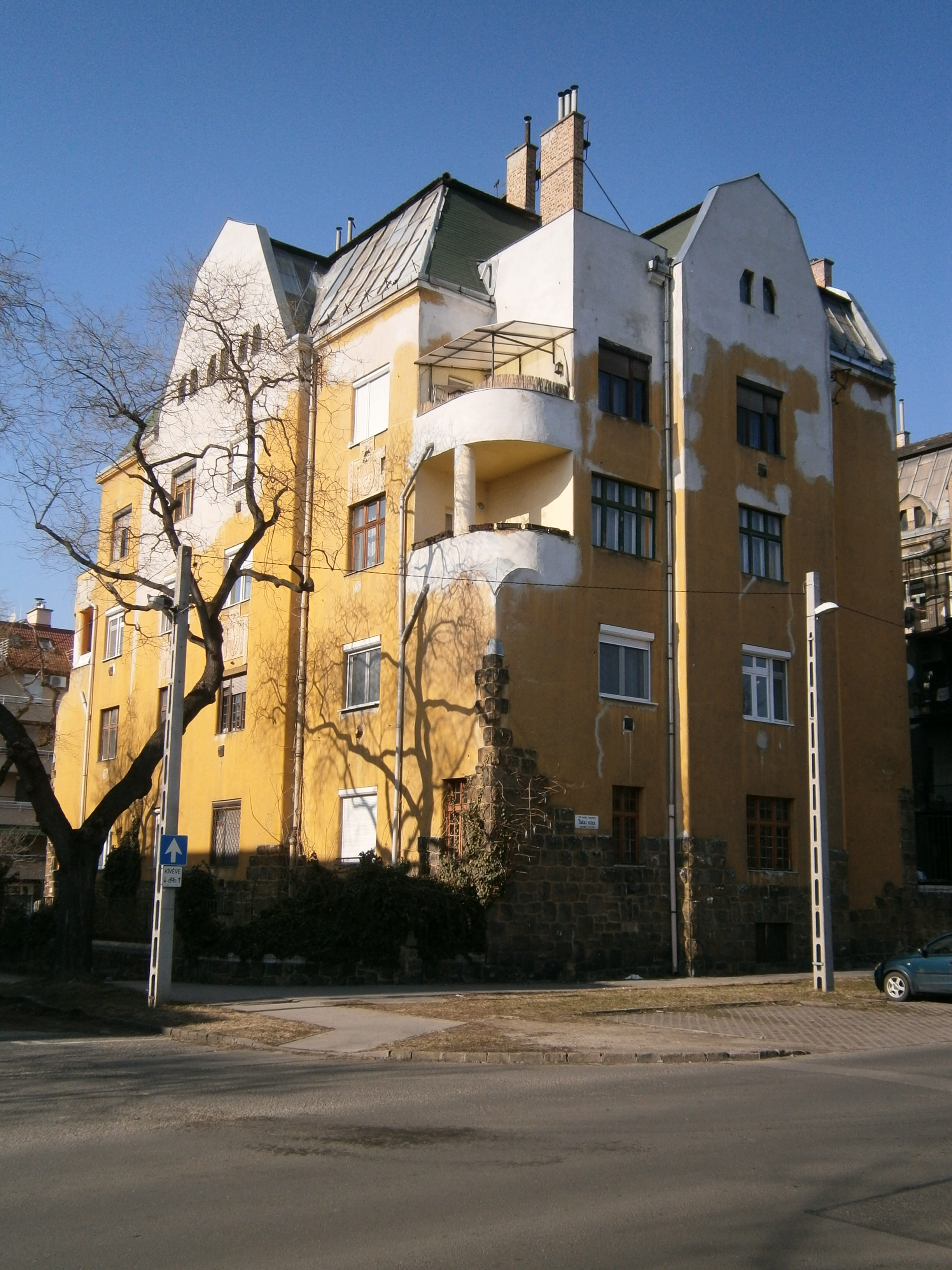
MÁV tisztviselői lakóházak, Budapest
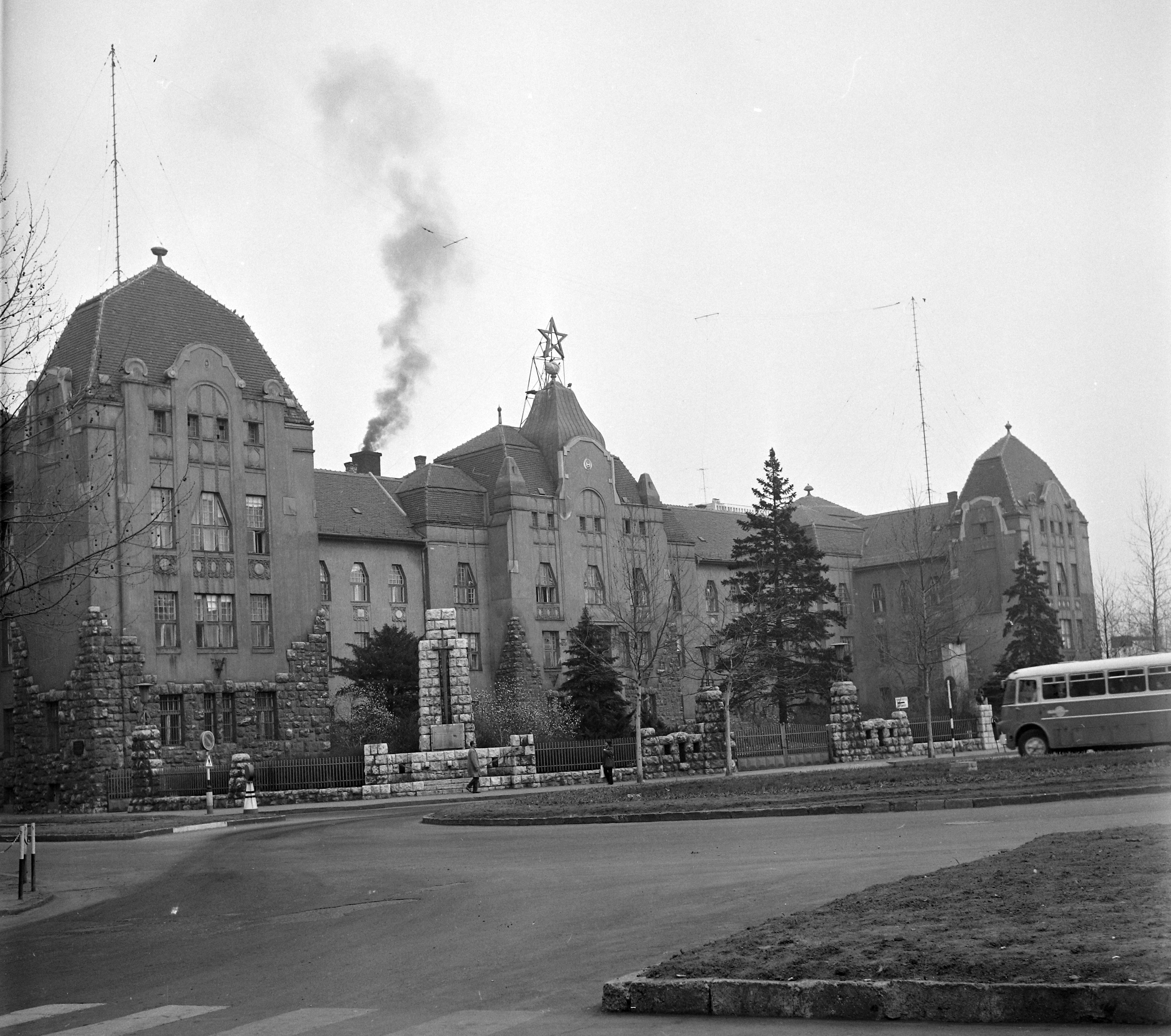
MÁV igazgatósági épület, Pécs (archív felvétel)